# L'ultima idea/La mia vendetta
L'ultima idea/La mia vendetta è un singolo di Brunella Borciani, pubblicato nel 1984 dall'etichetta discografica Fonit Cetra.

## Il disco
Si tratta dell'ultima produzione della cantante di Reggio Emilia, pubblicata l'anno dopo la sfortunata partecipazione al Festival di Sanremo. Il disco, a sua volta, passò pressoché inosservato. Gli scarsi risultati consecutivi portarono l'interprete ad abbandonare presto l'attività artistica.
Gli arrangiamenti sono affidati al M.o Vince Tempera; entrambi i brani sono caratterizzati dal classico stile pop-rock degli anni Ottanta.

## Tracce
7'' Fonit Cetra SP 1815
1. L'ultima idea - 4:12 (Maurizio Piccoli)
2. La mia vendetta - 4:30 (A. Cogliati - P. Leon)